# Olympische Sommerspiele 2020/Rudern – Einer (Männer)
Der Männer-Einer bei den Olympischen Spielen 2020 in Tokio im Rudern wurde vom 23. bis 30. Juli 2021 auf dem Sea Forest Waterway ausgetragen.

## Titelträger
| Olympiasieger | Mahé Drysdale  | Rio de Janeiro 2016 |
| Weltmeister   | Oliver Zeidler | Ottensheim 2019     |

## Vorläufe
Freitag, 23. Juli 2021

### Vorlauf 1
| Platz | Bahn | Nation     | Athleten                  | Zeit (min) | Qualifikation  |
| ----- | ---- | ---------- | ------------------------- | ---------- | -------------- |
| 1     | 4    | Norwegen   | Kjetil Borch              | 6:54,46    | Viertelfinale  |
| 2     | 1    | Ungarn     | Bendegúz Pétervári-Molnár | 7:04,42    | Viertelfinale  |
| 3     | 2    | Brasilien  | Lucas Verthein            | 7:05,00    | Viertelfinale  |
| 4     | 6    | Tschechien | Jan Fleissner             | 7:16,56    | Hoffnungsläufe |
| 5     | 5    | Kuwait     | Abdulrahman Al-Fadhel     | 8:49,03    | Hoffnungsläufe |
| 6     | 3    | Irak       | Mohammed Jasim Al-Khafaji | 8:57,01    | Hoffnungsläufe |

### Vorlauf 2
| Platz | Bahn | Nation                  | Athleten             | Zeit (min) | Qualifikation  |
| ----- | ---- | ----------------------- | -------------------- | ---------- | -------------- |
| 1     | 2    | Griechenland            | Stefanos Douskos     | 6:59,49    | Viertelfinale  |
| 2     | 1    | Neuseeland              | Jordan Parry         | 7:04,45    | Viertelfinale  |
| 3     | 6    | Peru                    | Álvaro Torres Masias | 7:07,92    | Viertelfinale  |
| 4     | 5    | Monaco                  | Quentin Antognelli   | 7:10,52    | Hoffnungsläufe |
| 5     | 3    | Dominikanische Republik | Ignacio Vásquez      | 7:43,71    | Hoffnungsläufe |
| 6     | 4    | Vanuatu                 | Rillio Rii           | 8:00,98    | Hoffnungsläufe |

### Vorlauf 3
| Platz | Bahn | Nation     | Athleten                | Zeit (min) | Qualifikation  |
| ----- | ---- | ---------- | ----------------------- | ---------- | -------------- |
| 1     | 3    | Dänemark   | Sverri Sandberg Nielsen | 7:02,88    | Viertelfinale  |
| 2     | 5    | Italien    | Gennaro Di Mauro        | 7:06,87    | Viertelfinale  |
| 3     | 4    | Kasachstan | Wladislaw Jakowlew      | 7:10,08    | Viertelfinale  |
| 4     | 2    | Simbabwe   | Peter Purcell-Gilpin    | 7:10,65    | Hoffnungsläufe |
| 5     | 1    | Libyen     | Al-Hussein Gambour      | 7:52,37    | Hoffnungsläufe |

### Vorlauf 4
| Platz | Bahn | Nation        | Athleten            | Zeit (min) | Qualifikation  |
| ----- | ---- | ------------- | ------------------- | ---------- | -------------- |
| 1     | 3    | Kanada        | Trevor Jones        | 7:04,12    | Viertelfinale  |
| 2     | 4    | Litauen       | Mindaugas Griškonis | 7:05,88    | Viertelfinale  |
| 3     | 2    | Türkei        | Onat Kazaklı        | 7:20,11    | Viertelfinale  |
| 4     | 5    | Bermuda       | Dara Alizadeh       | 7:34,96    | Hoffnungsläufe |
| 5     | 1    | Saudi-Arabien | Hussein Ridha       | 7:54,18    | Hoffnungsläufe |

### Vorlauf 5
| Platz | Bahn | Nation      | Athleten            | Zeit (min) | Qualifikation  |
| ----- | ---- | ----------- | ------------------- | ---------- | -------------- |
| 1     | 1    | Kroatien    | Damir Martin        | 7:09,17    | Viertelfinale  |
| 2     | 5    | ROC         | Alexander Wjasowkin | 7:14,95    | Viertelfinale  |
| 3     | 4    | Philippinen | Cris Nievarez       | 7:22,97    | Viertelfinale  |
| 4     | 3    | Nicaragua   | Felix Potoy         | 7:32,54    | Hoffnungsläufe |
| 5     | 2    | Benin       | Privel Hinkati      | 7:40,87    | Hoffnungsläufe |

### Vorlauf 6
| Platz | Bahn | Nation         | Athleten             | Zeit (min) | Qualifikation  |
| ----- | ---- | -------------- | -------------------- | ---------- | -------------- |
| 1     | 4    | Deutschland    | Oliver Zeidler       | 7:00,40    | Viertelfinale  |
| 2     | 1    | Japan          | Ryūta Arakawa        | 7:02,79    | Viertelfinale  |
| 3     | 3    | Ägypten        | Abdelkhalek El-Banna | 7:03,44    | Viertelfinale  |
| 4     | 2    | Niederlande    | Finn Florijn         | 7:04,56    | Hoffnungsläufe |
| 5     | 5    | Elfenbeinküste | Franck N’dri         | 7:49,19    | Hoffnungsläufe |

## Hoffnungsläufe
Samstag, 24. Juli 2021

### Hoffnungslauf 1
| Platz | Bahn | Nation         | Athleten                  | Zeit (min) | Qualifikation  |
| ----- | ---- | -------------- | ------------------------- | ---------- | -------------- |
| 1     | 4    | Monaco         | Quentin Antognelli        | 7:34,14    | Viertelfinale  |
| 2     | 1    | Irak           | Mohammed Jasim Al-Khafaji | 7:41,72    | Viertelfinale  |
| 3     | 3    | Nicaragua      | Felix Potoy               | 7:44,52    | Halbfinale E/F |
| 4     | 5    | Libyen         | Al-Hussein Gambour        | 7:57,88    | Halbfinale E/F |
| 5     | 2    | Elfenbeinküste | Franck N’dri              | 8:03,25    | Halbfinale E/F |

### Hoffnungslauf 2
| Platz | Bahn | Nation                  | Athleten        | Zeit (min) | Qualifikation  |
| ----- | ---- | ----------------------- | --------------- | ---------- | -------------- |
| 1     | 2    | Tschechien              | Jan Fleissner   | 7:29,90    | Viertelfinale  |
| 2     | 3    | Bermuda                 | Dara Alizadeh   | 7:35,90    | Viertelfinale  |
| 3     | 4    | Dominikanische Republik | Ignacio Vásquez | 7:42,83    | Halbfinale E/F |
| 4     | 1    | Benin                   | Privel Hinkati  | 7:55,93    | Halbfinale E/F |

### Hoffnungslauf 3
| Platz | Bahn | Nation        | Athleten              | Zeit (min) | Qualifikation  |
| ----- | ---- | ------------- | --------------------- | ---------- | -------------- |
| 1     | 3    | Simbabwe      | Peter Purcell-Gilpin  | 7:35,16    | Viertelfinale  |
| 2     | 2    | Saudi-Arabien | Hussein Ridha         | 8:06,78    | Viertelfinale  |
| 3     | 1    | Vanuatu       | Rillio Rii            | 8:17,00    | Halbfinale E/F |
| 4     | 5    | Kuwait        | Abdulrahman Al-Fadhel | 9:04,73    | Halbfinale E/F |
|       |      | Niederlande   | Finn Florijn          | DNS        |                |

## Viertelfinale
Sonntag, 25. Juli 2021

### Viertelfinale 1
| Platz | Bahn | Nation        | Athleten             | Zeit (min) | Qualifikation  |
| ----- | ---- | ------------- | -------------------- | ---------- | -------------- |
| 1     | 4    | Norwegen      | Kjetil Borch         | 7:10,97    | Halbfinale A/B |
| 2     | 3    | Griechenland  | Stefanos Douskos     | 7:12,77    | Halbfinale A/B |
| 3     | 2    | Italien       | Gennaro Di Mauro     | 7:26,25    | Halbfinale A/B |
| 4     | 1    | Monaco        | Quentin Antognelli   | 7:29,99    | Halbfinale C/D |
| 5     | 5    | Ägypten       | Abdelkhalek El-Banna | 7:32,86    | Halbfinale C/D |
| 6     | 6    | Saudi-Arabien | Hussein Ridha        | 8:35,05    | Halbfinale C/D |

### Viertelfinale 2
| Platz | Bahn | Nation   | Athleten                | Zeit (min) | Qualifikation  |
| ----- | ---- | -------- | ----------------------- | ---------- | -------------- |
| 1     | 4    | Dänemark | Sverri Sandberg Nielsen | 7:10,52    | Halbfinale A/B |
| 2     | 3    | Kanada   | Trevor Jones            | 7:17,65    | Halbfinale A/B |
| 3     | 5    | ROC      | Alexander Wjasowkin     | 7:20,04    | Halbfinale A/B |
| 4     | 2    | Türkei   | Onat Kazaklı            | 7:32,86    | Halbfinale C/D |
| 5     | 1    | Bermuda  | Dara Alizadeh           | 7:35,73    | Halbfinale C/D |
| 6     | 6    | Simbabwe | Peter Purcell-Gilpin    | 7:37,97    | Halbfinale C/D |

### Viertelfinale 3
| Platz | Bahn | Nation     | Athleten                  | Zeit (min) | Qualifikation  |
| ----- | ---- | ---------- | ------------------------- | ---------- | -------------- |
| 1     | 3    | Kroatien   | Damir Martin              | 7:17,71    | Halbfinale A/B |
| 2     | 2    | Ungarn     | Bendegúz Pétervári-Molnár | 7:24,63    | Halbfinale A/B |
| 3     | 4    | Japan      | Ryūta Arakawa             | 7:26,04    | Halbfinale A/B |
| 4     | 5    | Peru       | Álvaro Torres Masias      | 7:31,85    | Halbfinale C/D |
| 5     | 6    | Tschechien | Jan Fleissner             | 7:37,01    | Halbfinale C/D |
| 6     | 1    | Kasachstan | Wladislaw Jakowlew        | 7:39,47    | Halbfinale C/D |

### Viertelfinale 4
| Platz | Bahn | Nation      | Athleten                  | Zeit (min) | Qualifikation  |
| ----- | ---- | ----------- | ------------------------- | ---------- | -------------- |
| 1     | 2    | Deutschland | Oliver Zeidler            | 7:12,75    | Halbfinale A/B |
| 2     | 3    | Brasilien   | Lucas Verthein            | 7:14,26    | Halbfinale A/B |
| 3     | 1    | Litauen     | Mindaugas Griškonis       | 7:16,71    | Halbfinale A/B |
| 4     | 4    | Neuseeland  | Jordan Parry              | 7:18,48    | Halbfinale C/D |
| 5     | 4    | Philippinen | Cris Nievarez             | 7:50,74    | Halbfinale C/D |
| 6     | 4    | Irak        | Mohammed Jasim Al-Khafaji | 8:03,55    | Halbfinale C/D |

## Halbfinale
Donnerstag, 29. Juli 2021

### Halbfinale A/B 1
| Platz | Bahn | Nation    | Athleten            | Zeit (min) | Qualifikation |
| ----- | ---- | --------- | ------------------- | ---------- | ------------- |
| 1     | 3    | Norwegen  | Kjetil Borch        | 6:42,92    | Finale A      |
| 2     | 4    | Kroatien  | Damir Martin        | 6:45,27    | Finale A      |
| 3     | 6    | Litauen   | Mindaugas Griškonis | 6:45,90    | Finale A      |
| 4     | 1    | Italien   | Gennaro Di Mauro    | 6:50,19    | Finale B      |
| 5     | 5    | Brasilien | Lucas Verthein      | 7:02,87    | Finale B      |
| 6     | 2    | Kanada    | Trevor Jones        | 7:06,18    | Finale B      |

### Halbfinale A/B 2
| Platz | Bahn | Nation       | Athleten                  | Zeit (min) | Qualifikation |
| ----- | ---- | ------------ | ------------------------- | ---------- | ------------- |
| 1     | 2    | Griechenland | Stefanos Douskos          | 6:41,61    | Finale A      |
| 2     | 4    | Dänemark     | Sverri Sandberg Nielsen   | 6:44,00    | Finale A      |
| 3     | 1    | ROC          | Alexander Wjasowkin       | 6:44,56    | Finale A      |
| 4     | 3    | Deutschland  | Oliver Zeidler            | 6:45,16    | Finale B      |
| 5     | 5    | Ungarn       | Bendegúz Pétervári-Molnár | 6:59,08    | Finale B      |
| 6     | 6    | Japan        | Ryūta Arakawa             | 6:59,26    | Finale B      |

### Halbfinale C/D 1
| Platz | Bahn | Nation        | Athleten                  | Zeit (min) | Qualifikation |
| ----- | ---- | ------------- | ------------------------- | ---------- | ------------- |
| 1     | 3    | Peru          | Álvaro Torres Masias      | 7:02,49    | Finale C      |
| 2     | 4    | Monaco        | Quentin Antognelli        | 7:06,03    | Finale C      |
| 3     | 5    | Bermuda       | Dara Alizadeh             | 7:11,14    | Finale C      |
| 4     | 6    | Irak          | Mohammed Jasim Al-Khafaji | 7:21,52    | Finale D      |
| 5     | 2    | Philippinen   | Cris Nievarez             | 7:26,05    | Finale D      |
| 6     | 1    | Saudi-Arabien | Hussein Ridha             | 7:53,99    | Finale D      |

### Halbfinale C/D 2
| Platz | Bahn | Nation     | Athleten             | Zeit (min) | Qualifikation |
| ----- | ---- | ---------- | -------------------- | ---------- | ------------- |
| 1     | 3    | Neuseeland | Jordan Parry         | 6:57,70    | Finale C      |
| 2     | 2    | Ägypten    | Abdelkhalek El-Banna | 6:58,84    | Finale C      |
| 3     | 5    | Tschechien | Jan Fleissner        | 6:59,61    | Finale C      |
| 4     | 1    | Simbabwe   | Peter Purcell-Gilpin | 7:01,72    | Finale D      |
| 5     | 6    | Kasachstan | Wladislaw Jakowlew   | 7:03,53    | Finale D      |
| 6     | 4    | Türkei     | Onat Kazaklı         | 7:32,19    | Finale D      |

### Halbfinale E/F 1
Sonntag, 25. Juli 2021
| Platz | Bahn | Nation    | Athleten       | Zeit (min) | Qualifikation |
| ----- | ---- | --------- | -------------- | ---------- | ------------- |
| 1     | 3    | Nicaragua | Felix Potoy    | 7:45,02    | Finale E      |
| 2     | 1    | Benin     | Privel Hinkati | 7:49,46    | Finale E      |
| 3     | 2    | Vanuatu   | Rillio Rii     | 8:19,99    | Finale F      |

### Halbfinale E/F 2
| Platz | Bahn | Nation                  | Athleten              | Zeit (min) | Qualifikation |
| ----- | ---- | ----------------------- | --------------------- | ---------- | ------------- |
| 1     | 3    | Dominikanische Republik | Ignacio Vásquez       | 7:42,80    | Finale E      |
| 2     | 1    | Elfenbeinküste          | Franck N’dri          | 7:55,12    | Finale E      |
| 3     | 2    | Libyen                  | Al-Hussein Gambour    | 7:55,98    | Finale E      |
| 4     | 4    | Kuwait                  | Abdulrahman Al-Fadhel | 8:56,83    | Finale F      |

## Finale

### A-Finale
Freitag, 30. Juli 2021, 2:45 Uhr MESZ

Anmerkung: zur Ermittlung der Plätze 1 bis 6
| Platz | Bahn | Nation       | Athleten                | Zeit (min) |
| ----- | ---- | ------------ | ----------------------- | ---------- |
| 1     | 4    | Griechenland | Stefanos Douskos        | 6:40,45 OR |
| 2     | 3    | Norwegen     | Kjetil Borch            | 6:41,66    |
| 3     | 2    | Kroatien     | Damir Martin            | 6:42,58    |
| 4     | 5    | Dänemark     | Sverri Sandberg Nielsen | 6:42,73    |
| 5     | 6    | ROC          | Alexander Wjasowkin     | 6:49,09    |
| 6     | 1    | Litauen      | Mindaugas Griškonis     | 6:57,60    |

### B-Finale
Freitag, 30. Juli 2021, 2:15 Uhr MESZ

Anmerkung: zur Ermittlung der Plätze 7 bis 12
| Platz | Bahn | Nation      | Athleten                  | Zeit (min) |
| ----- | ---- | ----------- | ------------------------- | ---------- |
| 7     | 4    | Deutschland | Oliver Zeidler            | 6:44,44    |
| 8     | 3    | Italien     | Gennaro Di Mauro          | 6:47,38    |
| 9     | 1    | Kanada      | Trevor Jones              | 6:48,51    |
| 10    | 5    | Ungarn      | Bendegúz Pétervári-Molnár | 6:50,45    |
| 11    | 6    | Japan       | Ryūta Arakawa             | 6:50,91    |
| 12    | 2    | Brasilien   | Lucas Verthein            | 6:52,09    |

### C-Finale
Freitag, 30. Juli 2021, 1:55 Uhr MESZ

Anmerkung: zur Ermittlung der Plätze 13 bis 18
| Platz | Bahn | Nation     | Athleten             | Zeit (min) |
| ----- | ---- | ---------- | -------------------- | ---------- |
| 13    | 3    | Neuseeland | Jordan Parry         | 6:55,55    |
| 14    | 2    | Ägypten    | Abdelkhalek El-Banna | 7:00,72    |
| 15    | 5    | Monaco     | Quentin Antognelli   | 7:01,85    |
| 16    | 1    | Tschechien | Jan Fleissner        | 7:02,93    |
| 17    | 4    | Peru       | Álvaro Torres Masias | 7:03,69    |
| 18    | 6    | Bermuda    | Dara Alizadeh        | 7:09,91    |

### D-Finale
Freitag, 30. Juli 2021, 1:35 Uhr MESZ

Anmerkung: zur Ermittlung der Plätze 19 bis 24
| Platz | Bahn | Nation        | Athleten                  | Zeit (min) |
| ----- | ---- | ------------- | ------------------------- | ---------- |
| 19    | 2    | Kasachstan    | Wladislaw Jakowlew        | 7:03,37    |
| 20    | 4    | Simbabwe      | Peter Purcell-Gilpin      | 7:03,85    |
| 21    | 1    | Türkei        | Onat Kazaklı              | 7:13,65    |
| 22    | 3    | Irak          | Mohammed Jasim Al-Khafaji | 7:18,65    |
| 23    | 5    | Philippinen   | Cris Nievarez             | 7:21,28    |
| 24    | 6    | Saudi-Arabien | Hussein Ridha             | 7:52,67    |

### E-Finale
Freitag, 30. Juli 2021, 1:05 Uhr MESZ

Anmerkung: zur Ermittlung der Plätze 25 bis 29
| Platz | Bahn | Nation                  | Athleten           | Zeit (min) |
| ----- | ---- | ----------------------- | ------------------ | ---------- |
| 25    | 4    | Dominikanische Republik | Ignacio Vásquez    | 7:25,88    |
| 26    | 3    | Nicaragua               | Felix Potoy        | 7:28,00    |
| 27    | 2    | Benin                   | Privel Hinkati     | 7:38,58    |
| 28    | 5    | Elfenbeinküste          | Franck N’dri       | 7:42,55    |
| 29    | 1    | Libyen                  | Al-Hussein Gambour | 7:47,64    |

### F-Finale
Freitag, 30. Juli 2021, 0:45 Uhr MESZ

Anmerkung: zur Ermittlung der Plätze 30 bis 31
| Platz | Bahn | Nation  | Athleten              | Zeit (min) |
| ----- | ---- | ------- | --------------------- | ---------- |
| 30    | 2    | Vanuatu | Rillio Rii            | 7:49,82    |
| 31    | 1    | Kuwait  | Abdulrahman Al-Fadhel | 8:32,67    |